# Patrick Heckmann
Patrick Heckmann (Magonza, 27 febbraio 1992) è un cestista tedesco.

## Carriera
Ha giocato al Boston College nella NCAA e vanta due presenze nella Germania.

## Palmares
- Campionato tedesco: 2

Brose Bamberg: 2015-16, 2016-17
- Coppa di Germania: 2

Brose Bamberg: 2017, 2018-19
- Supercoppa tedesca: 1

Brose Bamberg: 2015